# Yoshinori Tokura
Yoshinori Tokura (十倉 好紀 Tokura Yoshinori), né le 1er mars 1954 à Nishiwaki, est un physicien japonais, professeur à l'université de Tokyo et directeur du Centre pour les Sciences de la Matière (CEMS) au RIKEN. Spécialiste de la physique des systèmes électroniques fortement corrélés, il est connu pour ses travaux sur la supraconductivité à haute température, la transition de Mott (en), la magnétorésistance colossale, le multiferroïsme et les skyrmions magnétiques (en).

## Biographie
Tokura est né à Nishiwaki, Hyōgo, au Japon. Il est titulaire d'un B. S. en physique appliquée, à l'université de Tokyo (1976) et une maîtrise en sciences sociales. (1978) et un doctorat (1981) dans cette matière de la même université. Par la suite, sa carrière a également été à l'université de Tokyo, passant d'associé de recherche à chargé de cours au département de physique appliquée, puis professeur adjoint et professeur au département de physique appliquée, et enfin, à partir de 1995, professeur au département de physique appliquée.[pas clair]
De plus, il a été : 
- 1993 - 2002 : Chef de groupe, Centre commun de recherche sur la technologie des atomes (JRCAT)
- 2001 - 2008 : Directeur du Centre de recherche sur les électrons liés (CERC), AIST
- 2001 - 2007 : Directeur de recherche, Tokura Spin Superstructure, ERATO-JST
- 2006 - 2012 : Directeur de recherche, Tokura Multiferroics Project, ERATO-JST
- 2007 - 2013 : Directeur de groupe, Groupe de recherche sur les matériaux multi-corrélés (CMRG), RIKEN
- Depuis 2008 : Boursier de l'AIST, Institut national des sciences et de la technologie industrielles avancées (AIST)
- 2010 - 2013 : Directeur de centre, Centre d'électronique quantique (QPEC), École d'ingénierie, Université de Tokyo
- 2010 - 2013 : Directeur du département des matériaux de émergences, RIKEN Institut des sciences avancées
- 2010 - 2013 : Directeur de groupe, Correlated Electron Research Group (CERG), Institut des Sciences Avancées du RIKEN
- 2013 à ce jour : Directeur du Centre des sciences de la matière émergente (CEMS)

## Académie
Yoshinori Tokura est membre du Conseil des sciences du Japon et membre étranger de l'Académie royale suédoise des sciences (2014-).

## Prix
- 1990 : Prix Nishina
- 1990 : IBM Japon Prix de la Science
- 1991 : Bernd Matthias Prix
- 1998 : Prix de la Science Nissan
- 1999 : JPS Award pour Academic Papers on Physics
- 2002 : Prix Asahi
- 2002 : Citations de l'ISI Lauréat（Département de Physique Appliquée）
- 2003 : Médaille au ruban pourpre
- 2005 : James C. McGroddy Prix pour de Nouveaux Matériaux
- 2011 : 52e Fujihara Prix
- 2012 : Union internationale de physique pure et appliquée
- 2013 : Prix impérial de l'Académie japonaise
- 2014 : Docteur Honoris causa à Université d'Uppsala[1]
- 2014 : 55e Honda Memorial Award
- 2014 : Thomson Reuters Citation Lauréats